# Конвой JW 55A
Конвой JW 55A (англ. Convoy JW 55A) — арктичний конвой транспортних і допоміжних суден у кількості 19 одиниць, який у супроводженні союзних кораблів ескорту прямував від берегів Шотландії та Ісландії до радянського порту Архангельськ. Конвой вийшов 12 грудня з Лох Ю і 22 грудня 1943 року JW 55A благополучно прибув до Кольської затоки. Втрат не мав.

## Кораблі та судна конвою JW 55A

### Транспортні судна[1]
| Назва                      | Прапор          | Тоннаж (GRT) | Прим.                            |
| -------------------------- | --------------- | ------------ | -------------------------------- |
| Collis P Huntington (1942) | США             | 7 177        |                                  |
| Daniel Willard (1942)      | США             | 7 200        |                                  |
| Empire Archer (1942)       | Велика Британія | 7 031        |                                  |
| Empire Pickwick (1943)     | Велика Британія | 7 068        |                                  |
| Fort Astoria (1943)        | Велика Британія | 7 189        |                                  |
| Fort Hall (1943)           | Велика Британія | 7 157        |                                  |
| Fort Missanabie (1943)     | Велика Британія | 7 147        |                                  |
| Fort Thompson (1942)       | Велика Британія | 7 134        |                                  |
| George Weems (1942)        | США             | 7 191        |                                  |
| James A Farrell (1943)     | США             | 7 176        |                                  |
| James Woodrow (1942)       | США             | 7 200        |                                  |
| Lapland (1942)             | Велика Британія | 2 897        |                                  |
| Lewis Emery Jr (1943)      | США             | 7 176        | транспортне судно типу «Ліберті» |
| Lucerna (1930)             | Велика Британія | 6 556        |                                  |
| Philip Livingstone (1941)  | США             | 7 176        | транспортне судно типу «Ліберті» |
| San Ambrosia (1935)        | Велика Британія | 7 410        |                                  |
| Stage Door Canteen (1943)  | США             | 7 176        | транспортне судно типу «Ліберті» |
| Thistledale (1942)         | Велика Британія | 7 241        |                                  |
| Thomas Scott (1942)        | США             | 7 176        | транспортне судно типу «Ліберті» |

### Кораблі ескорту
| Ближній ескорт                 |                                         |                                            |                       |
| «Весткотт»                     | Військово-морські сили Великої Британії | ескадрений міноносець «Адміралті» типу «W» | 12-21 грудня          |
| «Спідвелл»                     | Військово-морські сили Великої Британії | тральщик типу «Гальсіон»                   | 12-21 грудня          |
| «Акантус»                      | Військово-морські сили Норвегії         | корвет типу «Флавер»                       | 12-21 грудня          |
| Океанський ескорт              |                                         |                                            |                       |
| «Мілн»                         | Військово-морські сили Великої Британії | Лідер ескадрених міноносців типу «M»       | 15-21 грудня          |
| «Матчлес»                      | Військово-морські сили Великої Британії | ескадрений міноносець типу «M»             | 15-21 грудня          |
| «Метеор»                       | Військово-морські сили Великої Британії | ескадрений міноносець типу «M»             | 15-21 грудня          |
| «Маскітер»                     | Військово-морські сили Великої Британії | ескадрений міноносець типу «M»             | 15-21 грудня          |
| «Ашанті»                       | Військово-морські сили Великої Британії | ескадрений міноносець типу «Трайбл»        | 15-21 грудня          |
| «Опорт'юн»                     | Військово-морські сили Великої Британії | ескадрений міноносець типу «O»             | 15-21 грудня          |
| «Віраго»                       | Військово-морські сили Великої Британії | ескадрений міноносець типу «V»             | 15-21 грудня          |
| «Атабаскан»                    | Військово-морські сили Канади           | ескадрений міноносець «Трайбл»             | 15-21 грудня          |
| Крейсерський ескорт            |                                         |                                            |                       |
| «Белфаст»                      | Військово-морські сили Великої Британії | легкий крейсер типу «Таун» (1936)          | флагман; 16-19 грудня |
| «Норфолк»                      | Військово-морські сили Великої Британії | важкий крейсер типу «Каунті»               | 16-19 грудня          |
| «Шеффілд»                      | Військово-морські сили Великої Британії | легкий крейсер типу «Таун» (1936)          | 16-19 грудня          |
| Сили далекого прикриття конвою |                                         |                                            |                       |
| «Дюк оф Йорк»                  | Військово-морські сили Великої Британії | лінійний корабель типу «Кінг Джордж V»     | флагман; 18-20 грудня |
| «Джамайка»                     | Військово-морські сили Великої Британії | легкий крейсер типу «Коронна колонія»      | 18-20 грудня          |
| «Саумарез»                     | Військово-морські сили Великої Британії | лідер ескадрених міноносців типу «S»       | 18-20 грудня          |
| «Савідж»                       | Військово-морські сили Великої Британії | ескадрений міноносець типу «S»             | 18-20 грудня          |
| «Скорпіон»                     | Військово-морські сили Великої Британії | ескадрений міноносець типу «S»             | 18-20 грудня          |
| «Сторд»                        | Військово-морські сили Норвегії         | ескадрений міноносець типу «S»             | 18-20 грудня          |

## Підводні човни Крігсмаріне (атаку конвою не здійснювали)
| Назва | Тип   | Командир                               | Прим. |
| ----- | ----- | -------------------------------------- | ----- |
| U-277 | VII C | оберлейтенант-цур-зее Роберт Любсен    |       |
| U-354 | VII C | капітан-лейтенант Карл-Гайнц Гербшлеб  |       |
| U-387 | VII C | капітан-лейтенант Рудольф Бюхлер       |       |
| U-601 | VII C | оберлейтенант-цур-зее Отто Гансен      |       |
| U-716 | VII C | оберлейтенант-цур-зее Ганс Дюнкельберг |       |
| U-957 | VII C | оберлейтенант-цур-зее Гергард Шар      |       |